# Ludovico Necchi
Ludovico Necchi (Milano, 19 novembre 1876 – Milano, 10 gennaio 1930) è stato un medico e religioso italiano.
Fu una delle figure centrali, assieme ad Agostino Gemelli, della fondazione dell'Università Cattolica del Sacro Cuore di Milano, in cui fece parte del Consiglio d'amministrazione fino al giorno della scomparsa (10 gennaio 1930).

## Biografia

### La famiglia, l'infanzia e l'adolescenza
Ludovico Necchi nacque a Milano il 19 novembre 1876, figlio dei coniugi Luigi Necchi e Cecilia Frisiani. Il padre Luigi era un capitano di fanteria. I genitori di Vico, di ceto nobile e agiato, appoggiavano il clima anticlericale che era subentrato a quei tempi.  L'indifferenza dei genitori non giungeva però al punto di rifiutare le cerimonie religiose nei momenti importanti della vita: si erano sposati nella Basilica di Sant'Ambrogio il 23 ottobre 1875 e qui il 27 novembre dell'anno successivo, fecero battezzare il loro primogenito che per madrina ebbe la religiosissima prozia Giulia Frisiani. Trascorrono appena un paio di settimane e il capitano Luigi Necchi riceve l'ordine di trasferimento nella lontana Sicilia. I coniugi decidono di non separarsi e di affidare il neonato Vico ad una famiglia di contadini di Santa Maria Rossa sotto la sorveglianza della prozia Giulia e di sua figlia Paola Zucchetti. Mentre i genitori in Sicilia s'ammalano di malaria, Vico cresce in campagna. Il ritorno dei coniugi Necchi in Lombardia è solo una breve e lieta parentesi, ancora più rallegrata dalla nascita di una bambina, Ada, il 12 giugno 1879. Il capitano Luigi viene però richiamato in Sicilia, ma ora Cecilia non può seguire il marito perché impegnata ad assistere la suocera ammalata. Vico, intanto, cresce coccolato dai parenti di casa Frisiani ma soprattutto continua a ricevere un'educazione di particolare sensibilità religiosa dalla zia Paola.
Nell'autunno 1881, Vico cominciò la sua carriera di scolaro frequentando il Giardino d'infanzia sullo stesso corso Magenta al cui civico 55 abitavano i Necchi. Per la prima elementare Vico venne messo nel collegio di Celana. Nel collegio Rotondi di Gorla Minore, più vicino a Milano, frequentò con successo la seconda e la terza elementare. I tre anni trascorsi a Celana e a Gorla minore tra i Padri Somaschi ebbero una benefica influenza religiosa sull'animo di Vico.
A fine maggio del 1882 morì Ada per una violenta meningite. Il 31 luglio dello stesso anno morì il padre. Il 9 maggio dell'anno seguente morì anche nonna Giulia.
Cecilia strinse una relazione con lo scultore Federico Gaetano Villa, artista apprezzato e insegnante all'Accademia di Brera, e passò quindi a seconde nozze il 29 marzo 1884.
Il 18 giugno 1885 Necchi ricevette la cresima dal vescovo di Pavia monsignore Agostino Riboldi.
Mamma Cecilia e il patrigno Federico decisero di non mandarlo più a Gorla minore ma al Collegio San Carlo in corso Magenta.
Il processo costante nella formazione dell'animo di Vico ricevette un'impennata con la prima comunione il 10 giugno 1888. Capì che solo la religione cristiana poteva dare una completezza formativa all'animo, quella completezza che non ritiene possa esserci per chi vive in una prospettiva soltanto naturalistica.
La piega intensamente religiosa presa da Vico infastidiva i genitori che per il secondo ginnasio lo "tolsero dalle mani dei preti” di corso Magenta per mandarlo alla scuola pubblica, al Liceo classico Giuseppe Parini. Quando nel novembre 1889 il ragazzo mise piede al Parini, si accorse subito di essere finito in un nuovo mondo con tutta un'altra disciplina e un diverso metodo di insegnamento. Tra i nuovi compagni di classe ce n'è uno che non uscirà più dalla sua vita: Agostino Gemelli.
Un giorno dell'autunno del 1893 Vico si sentì mancare per un malore davanti alla cappella dell'Istituto Leone XIII. Un religioso si avvicinò allo studente, è il quarantaduenne gesuita padre Guido Mattiussi, docente di fisica e di matematica alla Pontificia Università Gregoriana, studioso di teologia dogmatica e uno dei principali promotori del tomismo in Italia. Da quel momento padre Guido Mattiussi divenne una figura insostituibile nella vita di Necchi, fu suo confidente, consigliere e guida spirituale fino alla sua morte avvenuta nel 1925 Sotto la guida di Mattiussi il ragazzo si formò alla conquista della vita interiore, al dominio degli impulsi, al realizzare l'uniforme serenità dello spirito.

### Gli anni universitari
Nell'autunno del 1896, Vico si iscrisse al primo anno di Medicina a Pavia. L'ambiente anche qui come al Parini, era tutt'altro che propizio per un giovane che volesse apertamente professarsi cattolico.
Impressionato dalla situazione di degrado religioso all'università, il vescovo di Pavia, Agostino Riboldi, aveva fondato nel 1884 il circolo universitario cattolico “San Severino Boezio” di cui Necchi divenne ben presto vicepresidente e nel 1898 presidente.
L'universitario Necchi si applicò a rigorosi programmi culturali sui temi del momento, si lanciò in parecchie iniziative di apostolato, s'impegnò in azioni sociali a favore dei diseredati, si espose in comizi sulle piazze e nelle campagne pavesi, s'arrischiò in tempestosi contraddittòri con i socialisti.
Negli anni della permanenza di Vico a Pavia il circolo universitario San Severino Boezio conobbe un periodo nuovo e glorioso. Si incominciò a parlare di Democrazia Cristiana.
Irruppe nel mondo cattolico un movimento giovanile e battagliero che cerca di coinvolgere la corrente sociale, ma anche di attirare la corrente politica.
L'entusiasmo democratico-cristiano conquista subito Necchi tanto che egli diventò il rappresentante delle Democrazia cristiana a Pavia.
In rappresentanza del circolo universitario di Pavia, Necchi partecipa al XV Congresso dei cattolici italiani che si svolge a Milano dal 30 agosto al 3 settembre 1897.
Nella primavera del 1899, mentre si preparava il XVI Congresso cattolico di Ferrara, Leone XIII volle premiare la fedeltà di cinque circoli universitari particolarmente distintisi. Tra i presidenti più degni dell'onorificenza fu segnalato il ventiduenne Ludovico Necchi che ricevette la Croce pro Ecclesia et Pontifice.
Il giovane volle proporre in più ambiti la verità cristiana sull'uomo, contrapponendola alle ideologie del liberalismo capitalista e oppressore dei poveri e del socialismo rivoluzionario chiuso nel suo determinismo materialista e liberticida. Tra liberalismo e socialismo, per Necchi, la soluzione cristiana della questione sociale è l'unica praticabile nel pieno rispetto dell'uomo. L'ideale di una Democrazia Cristiana non è pura utopia.
Il 19 luglio 1899, Vico, con altri undici compagni tra cui tre preti, fondò dunque a Milano il Fascio democratico-cristiano allo scopo di affermarsi nelle questioni sociali, dalle quali dipende il benessere di tutti, in modo particolare delle classi lavoratrici; affermarsi in tutte le questioni che sono connesse agli interessi della patria; coordinare gli studi e l'azione al supremo interesse per la religione.
La difesa della presenza cattolica nella società dinanzi alle forze che volevano estrometterla si tradusse per Necchi in una nuova forma d'impegno: il sindacalismo cristiano.
Per meriti acquisiti sul campo, Vico è chiamato nel consiglio direttivo regionale lombardo dell'Opera dei Congressi.
Nel gennaio 1901 Leone XIII pubblicò l'enciclica Graves de Communi Re con la quale esplicitò il pensiero della Chiesa dinanzi ai dissensi tra giovani e vecchi dell'Azione cattolica. La Democrazia Cristiana venne definita e distinta dalla democrazia politica e sociale. Vico vide riconosciuta la linea impressa al Fascio democratico-cristiano di accettazione del non expedit pontificio che vieta ai cattolici la partecipazione alla politica nazionale nello stato post-risorgimentale.
Nella primavera del 1902 l'attività incessante di Vico subì un rallentamento a causa dei preparativi della laurea. Ma quasi alla vigilia della discussione della tesi, il comitato diocesano lo propose come candidato cattolico alle elezioni provinciali del 29 giugno 1902 per il collegio di Carate Brianza, la cittadina nella quale da fanciullo aveva soggiornato per lunghi periodi con la madre e zia Paola nella villa della famiglia Frisiani. Vinse però con largo margine il candidato della lista avversa. Il giorno dopo l'insuccesso elettorale si laureò in medicina e chirurgia con 90 voti su 100.

### I primi anni dopo la laurea e il matrimonio
Dal 1º dicembre 1902 a ventisette anni Necchi assolse l'obbligo di leva scegliendo di diventare volontario per un anno a Milano come infermiere assieme all'amico Agostino Gemelli, scartando la possibilità di effettuare come neolaureati, il volontariato in qualità di medici militari di Firenze. Prestarono il servizio presso l'ospedale militare di Piazza Sant'Ambrogio. Necchi si distinse per l'umiltà, la serenità, la pazienza anche nell'espletare i più semplici servigi. Gemelli invece in breve tempo si fece destinare a servizi scientifici.
L'esempio di fede, rettitudine, austerità, pietà di Necchi farà vacillare le convinzioni socialiste di Gemelli, che superando l'intimo tormento deciderà, la mattina del venerdì santo del 1903, di farsi accompagnare in chiesa e da un sacerdote da Necchi, iniziando un cammino di conversione che si concluderà con la scelta di entrare nell'ordine francescano. Verrà riconosciuta a Necchi la paternità di questa conversione anche se egli non se ne vanterà mai.
Al contrario di Gemelli che in soli 7 mesi rivoluzionò la propria esistenza, Necchi era sempre più incerto sul suo futuro: accettò e poi rifiutò la cattedra di anatomia all'Università di Friburgo per eccesso di modestia. Valutò la possibilità del sacerdozio, compì per chiarirsi le idee un corso di esercizi spirituali a Sartirana Lomellina, che analizzò nel diario intitolato Ritiro di Sartirana.
In seguito abbandonati i dubbi decise di recarsi a Berlino a perfezionare i suoi studi sulle malattie nervose per poter tornare a Milano ad essere come disse lui: 
Tornato a Milano a ottobre del 1904 affronta la malattia e la morte della madre, trovando consolazione all'immenso dolore nella fede.
A Capodanno del 1905 conosce, grazie a don Pino, amico della famiglia Della Silva De Rido Castiglioni, la terzogenita Vittoria. Ne rimarrà colpito tanto da fidanzarsi il 18 gennaio e sposarsi il 26 aprile a San Fedele Intelvi.
Prima del matrimonio Necchi si fece Terziario francescano.
Il 14 ottobre 1905 muore Federico Gaetano Villa.
Dopo il matrimonio Necchi dedica gran parte della sua attività professionale all'assistenza medica gratuita.

### L'attività religiosa e politica
Nel febbraio 1908 Necchi entrò nell'Azione cattolica milanese su esplicita richiesta del cardinale Andrea Carlo Ferrari che gli chiese di impegnarsi per il bene pubblico. Necchi accettò e ben presto si ritrovò presidente, eletto all'unanimità dal consiglio. Vi rimarrà per circa nove anni.
Per una crisi nell'amministrazione comunale di Milano e per una serie di fortuiti avvenimenti Necchi entrò a far parte, in qualità di cattolico, del Consiglio comunale.
Qui ebbe modo di far valere e sentire la voce della Chiesa in decisioni importanti quali l'educazione cattolica nelle scuole elementari che era stata resa facoltativa dal 1870. Grazie al suo intervento in merito venne mantenuto l'insegnamento religioso nelle scuole milanesi. Il suo discorso venne diffuso in tutta Italia e utilizzato da tutti i comuni interessati a ripristinare tale insegnamento.
Nel maggio 1910, per espresso desiderio di Papa Pio X, Necchi ricoprì la massima carica del laicato cattolico italiano: presidente nazionale dell'Unione popolare. Ricoprì tale carica per due anni e quattro mesi durante i quali si incontrò otto volte con il Papa in udienze private in cui viene messa a punto la strategia cattolica per l'Italia.
Indispensabile per Necchi fu puntare sulla diffusione della cultura cattolica in contrapposizione alle dottrine del liberalismo, del socialismo e del modernismo diffuse in quei tempi.
I mezzi adottati furono quelli istituzionali dell'Azione cattolica, della stampa, dell'impegno politico e mezzi nuovi come i convegni e le campagne Pro Schola, l'istituzione della Pro Cultura a Milano, la fondazione di riviste filosofiche e culturali come ad esempio la Rivista di filosofia neo-scolastica di cui Necchi fu un collaboratore.
Tutte queste iniziative alcune supportate da Gemelli portarono, dieci anni dopo, alla realizzazione dell'Università Cattolica del Sacro Cuore.
Gli innumerevoli impegni ebbero gravi conseguenze sulla salute di Necchi che contemporaneamente non poté lasciare, per espresso desiderio del cardinale Ferrari, la presidenza dell'Azione cattolica milanese.
A settembre 1912 si dimise dalla presidenza dell'Unione popolare.
Nel 1914 si ripropose nel Consiglio comunale di Milano il problema dell'insegnamento della religione cattolica alle elementari. Nonostante le valide argomentazioni di Necchi che appoggiavano l'istanza di 25000 padri di famiglia che ne avevano fatto richiesta, l'insegnamento religioso verrà abolito.

### Il rapporto con i figli
La profonda religiosità di Necchi, l'amore per Dio si manifestarono anche nella vita familiare, nell'amore coniugale e paterno.
Dopo quattro anni di matrimonio nel 1909 nacque Camilla, nel 1912 nacque Gian Carlo, nel 1914 Antonio Luigi. Necchi si occupò della loro educazione soprattutto religiosa mostrando una grande sensibilità. Fu attento, premuroso, presente. Indirizzò le loro scelte di studio privilegiando istituti religiosi e cercò di evitare che potessero venire a contatto con persone, situazioni, fatti che avrebbero potuto rappresentare elementi deleteri alla loro formazione spirituale. Fu, per i figli, sostegno, guida, esempio di rettitudine, serietà, santità.

### Durante la prima guerra mondiale
Allo scoppio della prima guerra mondiale Necchi venne chiamato al fronte. A causa di un errore burocratico non gli venne riconosciuto il grado di ufficiale in quanto medico. Così il dottor Necchi presidente dell'Azione cattolica milanese, già presidente dell'Unione popolare, medico apprezzato e stimato consigliere comunale, affrontò la guerra da sergente, cioè lo stesso grado con cui fu congedato al servizio di leva, che si tradusse in un anno e mezzo al fronte e sei mesi in prima linea sulle Alpi al confine austriaco. Pur avendone diritto non fece mai domanda per essere spostato nelle retrovie affermando più volte che tale azione avrebbe avuto sentore di imboscamento e che: 
I lunghi mesi al fronte furono occasione di evangelizzazione e di testimonianza cristiana per i soldati, fu di esempio e conforto per tanti animi addolorati e confusi.
Saranno sua moglie Vittoria e i suoi cari amici cardinale Ferrari ed Agostino Gemelli, a sua insaputa, a fare in modo che venga sottoposto a visita dal capitano medico il quale attesterà che Necchi oltre all'oftalmia simpatica, soffre di un grave deperimento organico con sintomi di pleurite. Tale diagnosi fu utile a Gemelli per poter provare ai superiori militari che Necchi aveva diritto al trasferimento nelle retrovie. Venne quindi ricoverato all'ospedaletto da campo di Alleghe.
Nell'estate del 1916 un'ordinanza del Ministero della Guerra dispose che gli ufficiali medici quarantenni con un anno di zona bellica fossero sostituiti da colleghi più giovani e spostati in ospedali territoriali. Necchi rientrò in questa ordinanza, e mentre si stava preparando per ritornare a Milano, ricevette la notizia che era stato richiamato per errore poiché compie quarant'anni il 19 novembre. Necchi ritornò quindi ad Alleghe dove ricevette l'ordine, a sorpresa, di passare in un nuovo ospedale da campo in prima linea per prendere il posto di un giovane medico raccomandato che era riuscito a farsi trasferire senza averne diritto. Necchi accettò, con spirito cristiano, l'ennesimo disguido; passarono altri lunghi mesi prima di essere trasferito all'ospedale di Monza e poi finalmente riabbracciò la sua famiglia rientrando definitivamente a Milano.

Durante la guerra le qualità spirituali di Necchi e la fiducia in Dio furono testimoniate da tanti che hanno condiviso con lui momenti di dolore e dalle numerose lettere scritte alla moglie Vittoria; in una di queste scrisse: 
La posizione di Necchi rispetto alla guerra fu che i cattolici possono discutere dell'opportunità della guerra prima che essa venga dichiarata, ma dopo devono dare l'esempio nella disciplina e nello spirito di sacrificio. Esprime le sue idee anche nell'articolo La guerra pubblicato su Vita e Pensiero, periodico nato con la collaborazione di Necchi, Gemelli, don Francesco Olgiati e Armida Barelli.

### Dopo la guerra, di nuovo tra religione e politica
Alla fine della guerra Ludovico Necchi sentì di dover riprendere la lotta per difendere la presenza cristiana nella società, infondere di luce spirituale gli animi degli italiani. È ancora Consigliere comunale a Milano, presiede nuovamente l'Azione cattolica (1919).
Si prodiga in numerose attività. Nel 1920 conduce l'ultima battaglia per l'educazione cristiana dei bambini. Riesce in consiglio comunale a far bocciare la proposta di socialisti e anarchici che tentano di municipalizzare gli asili infantili con lo scopo di scristianizzarli.
Dopo ormai vent'anni di impegno sociale e politico vissuti come apostolato e mai come mera passione, risultò chiaro che tutto l'impegno di Ludovico Necchi era dettato dal profondo senso del dovere, dallo spirito di obbedienza nei confronti della Chiesa e dei suoi rappresentanti, dal desiderio di difendere i diritti della Chiesa, di servire la causa di Cristo.
Nel 1919 è costretto, per senso del dovere, a presentarsi nelle liste per le elezioni alla Camera che avverranno ad ottobre dello stesso anno. In questa occasione, Vico è lieto di non essere eletto, poiché si ritiene inadatto alla vita parlamentare.
La vita pubblica di Necchi si concluse con l'elezione a Consigliere provinciale nel 1923, rimarrà in carica fino al 1925. Diviene presidente dell'Opera pia Esposti, come sempre contro il suo desiderio e solo per obbedienza.
Quando si ritira dalla vita pubblica ritorna alla meditazione, al perfezionamento spirituale, alla silenziosa carità sociale, che lo avevano contraddistinto sin dalla giovane età.

### Fondazione dell'Università Cattolica
Assieme a Gemelli già parecchi anni prima della guerra, Necchi ipotizzò l'idea di un'università cattolica come trionfo dell'idea cristiana nella cultura. Ma l'impresa appariva immensa. Dopo la guerra , sulle rovine morali della nazione, il progetto sembrò ancor più necessario.
In visita al prof. Giuseppe Toniolo, durante la sua ultima malattia, Necchi, Gemelli, Olgiati e Armida Barelli parlarono dell'argomento. Il professor Toniolo li incoraggiò ad intraprendere l'impresa indicando Armida Barelli come colei che poteva recuperare i fondi necessari. I quattro si convinsero che Dio lo ispirava e bisognava obbedirgli. Quella sera nacque l'Università Cattolica.
L'impegno, la competenza, la fede, fecero in modo che questo progetto andò a buon fine; Gemelli ne fu il motore, la forza, Necchi il mediatore, l'equilibratore, il saggio consigliere affidatosi alla Provvidenza di Dio.
Armida Barelli riuscì a trovare i fondi necessari tra i commercianti e gli industriali lombardi e grazie ad una cospicua donazione da parte del conte Ernesto Lombardo. Con la cifra iniziale si acquistò il palazzo di via Sant'Agnese utilizzato come sede. Si decise di dedicare l'Università al Sacro Cuore per il voto fatto dai quattro fondatori se fossero riusciti ad acquistare la sede.
Da questo momento in avanti Ludovico Necchi non vantò mai il suo contributo alla realizzazione del progetto attribuendone il merito unicamente a Gemelli.
Dopo due anni di preparativi, l'8 dicembre 1921 si inaugurò l'Università con la benedizione del cardinale Achille Ratti che diventò dopo due mesi Papa Pio XI.
Dopo i primi tre anni come istituto privato, nel 1924 giunse il riconoscimento dello Stato.
Ludovico Necchi fu volutamente sempre nell'ombra nonostante Gemelli gli attribuì la cattedra di Biologia generale nella facoltà di Filosofia. Unica nel genere in tutta Italia, era perfetta per le qualità di docente di Necchi e per la sua preparazione sia scientifica sia filosofica. In obbedienza alla decisione di Gemelli, Necchi accettò la cattedra, che umilmente considerò un incarico per il quale non volle mai essere chiamato professore.

### Dieci anni dedicati alle malattie psichiche
Gemelli e Necchi discussero spesso in merito alle forme morbose psichiche non ancora sistematicamente ordinate nei quadri della patologia mentale in quanto anomalie senza fondamento anatomico. A tali nevrosi si interessarono psichiatri come Sigmund Freud e Alfred Adler in Austria, Pierre Janet in Francia, Eugen Bleuler in Germania e William Rivers in Inghilterra. Necchi e Gemelli si interessarono soprattutto di nevrosi che assumevano aspetti o avevano riflessi religiosi e per le quali non vi erano medici in Italia in grado di curarle. Gemelli propose a Necchi di studiare insieme tali nevrosi e di curare i malati. Inizialmente Necchi ne fu turbato e preoccupato in quanto non esisteva una dottrina in merito, ma si fece convincere da Gemelli che vide nel nuovo lavoro un'altra occasione per fare del bene a molte anime.
Necchi per circa dieci anni si dedicò a questi malati con impegno e generosità, aprì nel 1921 uno studio per la cura nelle malattie nervose. Lo studio era frequentatissimo anche se i guadagni erano scarsissimi per la sua ritrosia a presentare le parcelle. Necchi applicò la sua conoscenza costruita negli anni con studi di neuropatologia, psichiatria e psicologia.
Affiancò alla diagnosi sicura e al trattamento psicoterapeutico il suo segreto di medico delle anime, riconducendo i pazienti ad una visione della vita alla luce della Provvidenza di Dio.
Contemporaneamente Necchi e Gemelli collaborarono anche nello studio della psicopatologia infantile. Nell'Istituto San Vincenzo ogni giovedì per dieci anni Necchi incontrò famiglie disperate e visitò bambini cercando di consolare, condividere, curare con immensa sensibilità.

### La morte e la causa di Beatificazione
Nell'autunno 1929 Necchi accusò dolori e si accorse di avere un nodulo al cremastere. Si fece visitare da Gemelli che organizzò un delicatissimo intervento chirurgico per l'asportazione del nodulo. Per volontà di Necchi l'intervento avvenne senza anestesia. Volle vedere la massa estratta e comprese subito di avere un tumore maligno.
L'analisi microscopica evidenziò una forma di sarcoma per la quale si prospettarono per Necchi pochi mesi di vita. Durante l'ultimo periodo nascose abilmente le forti sofferenze e continuò a visitare i suoi malati anche la vigilia di Natale, continuò a fare lezioni all'università e ad assolvere tutti i suoi doveri.
Il 10 gennaio 1930 morì nella stanzetta della sua casa dove si era ritirato, ufficialmente per studiare, pregare e non disturbare i familiari nel tardo rientro dalle visite, ma in realtà per nascondere lo strazio delle sofferenze notturne. Poco prima di morire chiese alla moglie di chiamare un sacerdote, Vittoria provvide a chiamare anche un medico. Necchi si spense dopo aver ricevuto l'ultima assoluzione e l'unzione degli infermi.
La salma, prima tumulata nella tomba di famiglia a Schianno presso Varese, fu traslata nella cripta della Cappella Sacro Cuore, che è situata nel campus dell'Università Cattolica.
Subito dopo la morte di Vico, Gemelli si adoperò per avviare la sua causa di Beatificazione. Il 14 gennaio 1971 fu dichiarato Venerabile in seguito al decreto della Sacra Congregazione Pro Causis Sanctorum. La causa di Beatificazione è ferma dal 1975, anno della morte dell'ultimo postulatore.